# Loch Tralaig
Loch Tralaig är en sjö i Storbritannien.   Den ligger i kommunen Argyll and Bute och riksdelen Skottland, i den nordvästra delen av landet, 600 km nordväst om huvudstaden London. Loch Tralaig ligger 242 meter över havet.  I omgivningarna runt Loch Tralaig växer i huvudsak blandskog.